# Karl Markovics
Karl Markovics (* 29. srpna 1963 Vídeň, Rakousko) je rakouský herec, režisér a scenárista s maďarsko-chorvatskými předky.

## Život a práce

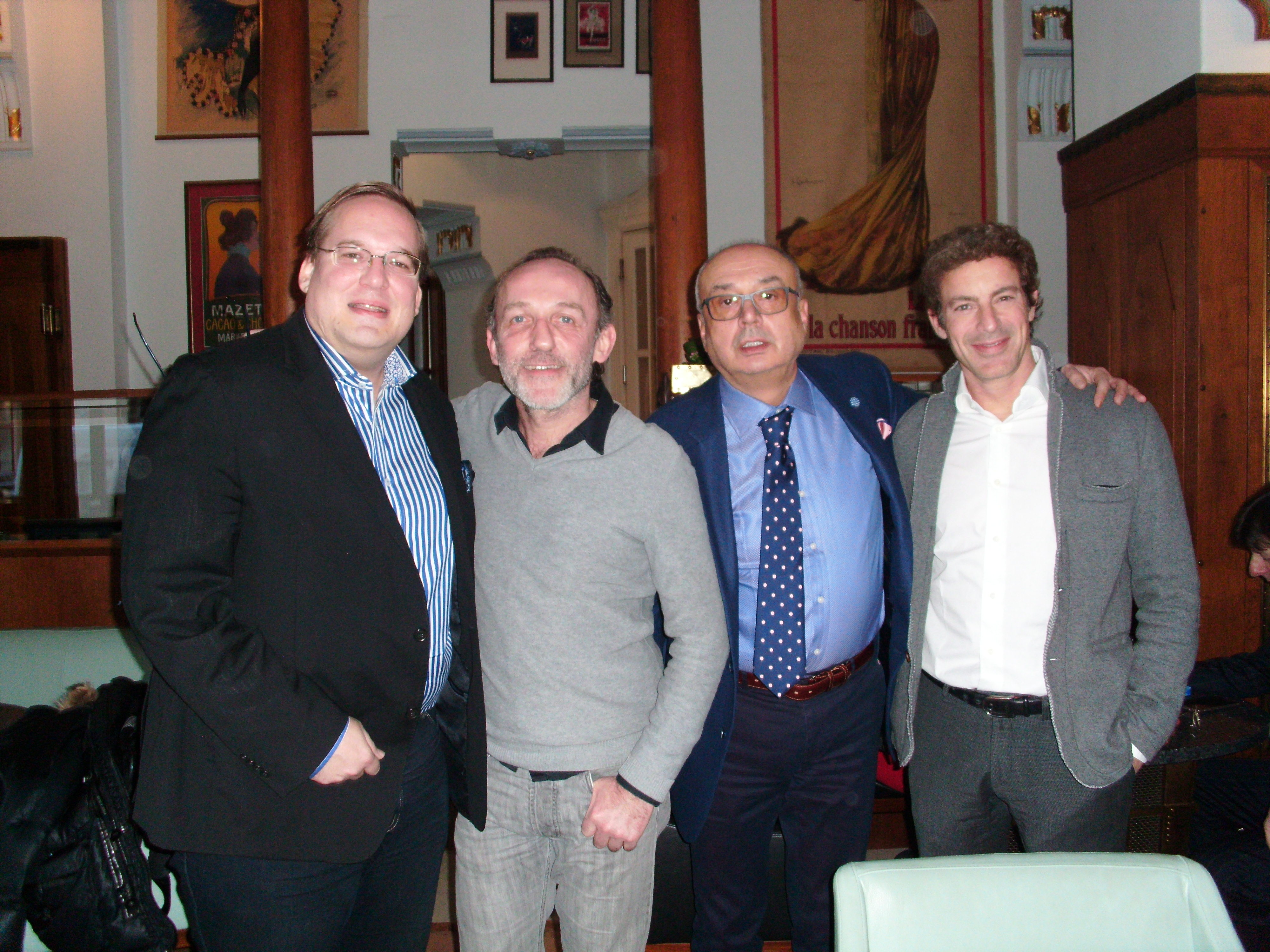
Filip Albrecht, Karl Markovics, Peter Kovárčík a Gedeon Burkhard na tiskové konferenci k filmu o Lídě Baarové, 2015

Syn prodavačky a řidiče autobusu nechtěl vykonávat občanské zaměstnání, ale chtěl pracovat v divadle, pro které měli rodiče pochopení. Na přijímací zkoušce pro seminář Maxe Reinhardta ale neuspěl. Markovic se ale nenechal odradit a v roce 1982 začal hrát ve vídeňském Serapionstheater. V roce 1987 se přestoupil do vídeňského Ensemble Theater Wien.
První filmovou roli dostal v roce 1991 ve filmu Hund und Katz od Michaela Sturmingera. V roce 1993 hrál hostitele tragikomické roadmovie Indie od Paula Harathera. Proslavil se jako okresní inspektor Stockinger v rakouském kriminálním seriálu Komisař Rex (1994 až 1996) a poté ve spin-off seriálu Stockinger. Následovaly další filmové role, včetně Hinterholz 8 (1998), Late Show (1999), v hlavní roli po boku Julie Stemberger ve filmu Absurdistan (1999) a Přijď, sladká smrti (2000).
V následujících letech hrál Markovics v mnoha televizních filmech a divadelních produkcích, včetně divadla „Josefstadt“ a vídeňského Volkstheater, kde v roce 2005 s Eugène Ionescoem také představil poprvé svůj vlastní kus. V roce 2008 účinkoval v dvoudílném televizním filmu Die Gustloff v režii Joseph Vilsmaiera, vedle Michaela Mendla, Heinera Lauterbacha, Francise Fultona-Smitha a Dany Vávrové v hlavní roli kapitána ponorky Petriho.
Doposud největší mezinárodní úspěch byla hlavní role Salomona Sorowitsche ve filmu Stefana Ruzowitzkého Die Fälscher, natočeného podle knihy Adolfa Burgera Ďáblova dílna, který byl vyznamenán Oscarem pro nejlepší cizojazyčný film.
V roce 2009 založil Markovics společně s dalšími rakouskými filmaři Akademii rakouského filmu.
V roce 2011 natočil film Atmen podle vlastního scénáře s Thomasem Schubertem v hlavní roli.
V únoru 2015 Karl Markovics na tiskové konferenci v Praze oznámil, že hraje Josepha Goebbelse v připravovaném kinofilmu o Lídě Baarové (režie: Filip Renč).
V roce 2017 Markovics ztvárnil v česko-rakouském televizním filmu Marie Terezie rakouského vojevůdce a politika prince Evžena Savojského.

## Soukromý život
Markovics žije se svou ženou, herečkou Stephanie Taussigovou a s dětmi Louisem a Leonem u Vídně.

## Televizní filmy a seriály
- 1994: Komisař Rex (seriál)
- 1996: Stockinger (seriál)
- 1998: MA 2412 (Sitcom, jako host)
- 1999: Sturmzeit (Televizní film)
- 2000: Lumpazivagabundus (Televizní film)
- 2002: Andreas Hofer – Die Freiheit des Adlers (Televizní film)
- 2002: Die Wasserfälle von Slunj
- 2003: Annas Heimkehr
- 2004: Zuckeroma
- 2005: Vier Frauen und ein Todesfall (Televizní film)
- 2005: Trautmann (Televizní film)
- 2006: Kronprinz Rudolf (Televizní film)
- 2007: Franz Fuchs – Ein Patriot (Televizní film)
- 2008: Die Gustloff (Televizní film)

## Filmy
- 1993: Indien (Film)
- 1993: Muttertag - Die härtere Komödie
- 1993: Halbe Welt
- 1995: Auf Teufel komm raus
- 1997: Qualtingers Wien
- 1998: Hinterholz 8
- 1998: Der Strand von Trouville
- 1998: Drei Herren
- 1999: Late Show
- 1999: Alles Bob!
- 1999: Geboren in Absurdistan
- 2000: Přijď, sladká smrti (Komm, süßer Tod)
- 2001: Showdown
- 2001: Die Männer ihrer Majestät
- 2007: Die Fälscher
- 2009: Hexe Lilli – Der Drache und das magische Buch
- 2009: Die kleinen Bankräuber
- 2010: Nanga Parbat
- 2010: Henri 4
- 2010: Mahler auf der Couch
- 2010: Die verrückte Welt der Ute Bock
- 2016: Lída Baarová
- 2016: Nebel im August / Mlha v srpnu
- 2017: Marie Terezie